# Shunzo Ono
Shunzo Ono (大野 俊三, Ono Shunzo, Chiba, 29 maart 1965) is een Japans voormalig voetballer die als verdediger speelde.

## Clubcarrière
In 1980 ging Ono naar de Narashino High School, waar hij in het schoolteam voetbalde. Nadat hij in 1983 afstudeerde, ging Ono spelen voor Sumitomo Metal, de voorloper van Kashima Antlers. Hij tekende in 1996 bij Kyoto Purple Sanga. Ono beëindigde zijn spelersloopbaan in 1996.

## Statistieken

### J.League
| Seizoen | Club               | Competitie | J.League | J.League | J.League Cup | J.League Cup | Totaal | Totaal |
| Seizoen | Club               | Competitie | Wed.     | Dlp.     | Wed.         | Dlp.         | Wed.   | Dlp.   |
| ------- | ------------------ | ---------- | -------- | -------- | ------------ | ------------ | ------ | ------ |
| 1992    | Kashima Antlers    | J1 League  | -        | -        | 6            | 0            | 6      | 0      |
| 1993    | Kashima Antlers    | J1 League  | 35       | 1        | 0            | 0            | 35     | 1      |
| 1994    | Kashima Antlers    | J1 League  | 29       | 0        | 1            | 0            | 30     | 0      |
| 1995    | Kashima Antlers    | J1 League  | 25       | 0        | -            | -            | 25     | 0      |
| 1996    | Kyoto Purple Sanga | J1 League  | 10       | 0        | 4            | 0            | 14     | 0      |
| Totaal  | Totaal             | Totaal     | 99       | 1        | 11           | 0            | 110    | 1      |